# Hjørring Posthus
Hjørring Posthus eller Hjørring Distributionscenter er et postdistributionscenter på Banegårdspladsen i Hjørring. Tidligere var det også et posthus. Alt postomdeling i 9800 Hjørring, 9830 Tårs 9881 Bindslev foregår med udgangspunkt fra Hjørring Posthus.
Den 19. maj 2010 lukkede postekspeditionen i posthuset, og personalet blev virksomhedsoverdraget til en nyindrettet postbutik i SuperBrugsen på Sct. Olai Plads. Det skyldtes flere års fald i posthusets omsætning.

## Historie
Den 9. januar 2012 lukkede Sindal Posthus og de 11 postbude med ruter i Sindal flyttes til Frederikshavn Posthus mens de 6 postbude med ruter i Bindslev området flyttes til Hjørring Posthus.